# Evangelische Kapelle Denklingen

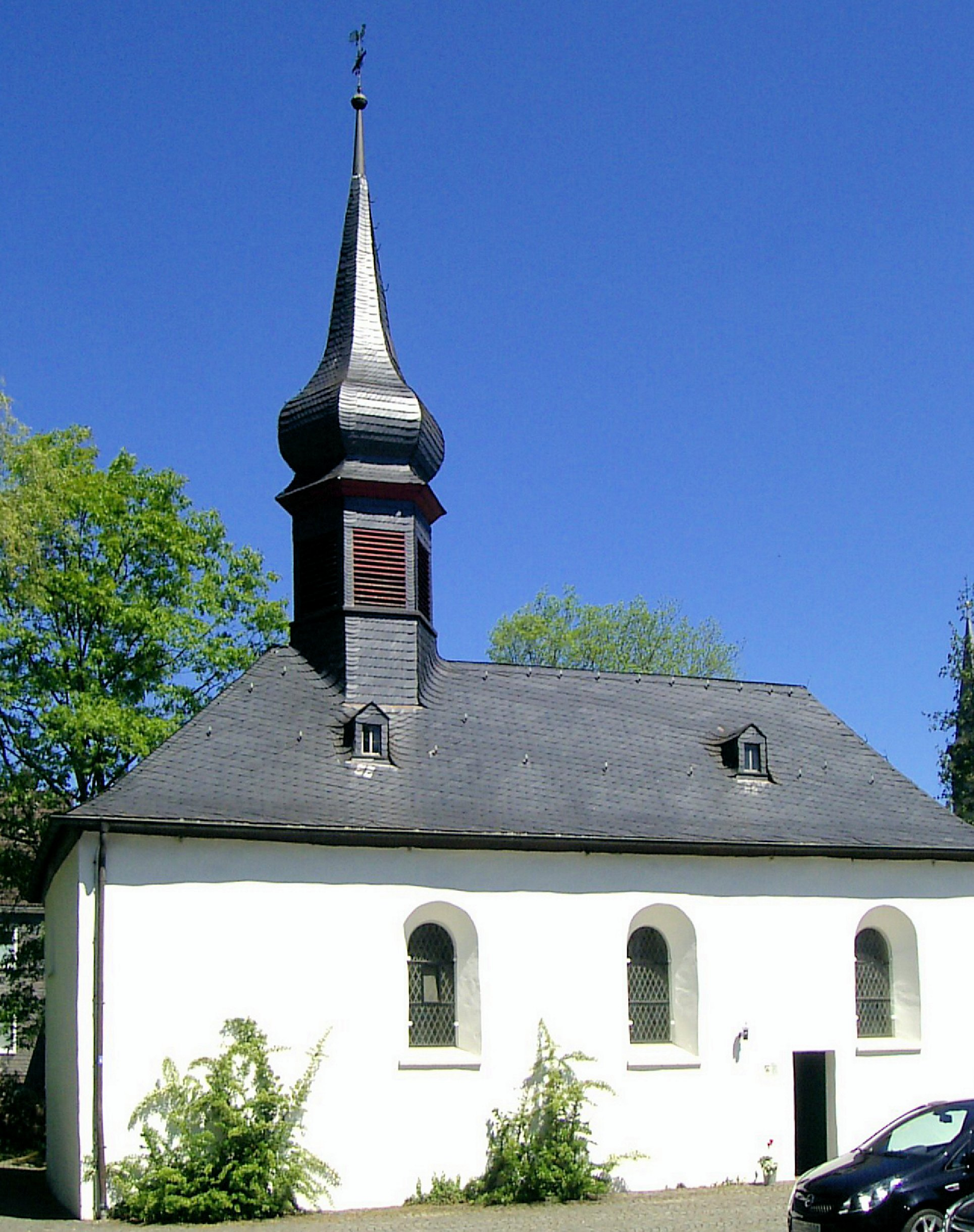
Evangelische Kapelle

Die evangelische Kapelle ist ein denkmalgeschütztes Kirchengebäude in Denklingen, einer Ortschaft in Reichshof im Oberbergischen Kreis (Nordrhein-Westfalen). Die Kirchengemeinde Denklingen gehört zum Kirchenkreis An der Agger in der Evangelischen Kirche im Rheinland.

## Geschichte und Architektur
Die Kapelle steht im ehemaligen Burghof. Der kleine verputzte Bruchsteinsaal mit dreiseitigem Schluss wurde 1693 bis 1694 als Simultankirche errichtet. Über dem heute vermauerten Westportal befindet sich ein Dachreiter. Anstatt des ursprünglich barocken Holztonnengewölbes wurde in neuerer Zeit eine Flachdecke eingezogen.

## Ausstattung
- Der Altar und die Kanzel sind noch aus der Bauzeit der Kirche erhalten
- Der dreitürmige Orgelprospekt vom Anfang des 18. Jahrhunderts stammt wohl aus der Werkstatt von C. Nohl